# Cités à la dérive
Cités à la dérive (Ακυβέρνητες πολιτείες) est le titre de la trilogie romanesque de l'écrivain grec Stratis Tsirkas (1911-1980), publiée au début des années 1960 par les éditions Kedros et composée des livres : Le Cercle (1961), Ariane (1962) et La Chauve-souris (1965.) Il a été publié en français par les éditions du Seuil.
Pour le titre, Tsirkas s'est inspiré du poème de Giorgos Seferis Stratis le marin dans la mer Morte, et plus précisément du vers « Jérusalem, une cité à la dérive / Jérusalem, une cité de réfugiés » .
La trilogie traite de la période de la lutte antifasciste de la Grèce au Moyen-Orient, de 1942 à 1944, culminant avec le soulèvement de l'armée grecque en avril 1944. « [...] Tsirkas a vu toute la trilogie comme une tentative de justification du mouvement d'avril 1944, au cours duquel l'armée grecque au Moyen-Orient se soulève contre la tentative de la dissoudre et de l'assujettir complètement aux éléments de Metaxas et à l'administration anglaise [...] ». Le récit se déroule dans les trois villes les plus importantes de la lutte contre les Allemands dans la région, c'est-à-dire à Jérusalem (Le Cercle), au Caire (Ariane) et à Alexandrie (La Chauve-souris).
En 1998, les éditions Kedros publient Les journaux intimes de la trilogie - Unguided States (88 pages). Le livre reprend les entrées inscrites par Tsirkas dans son journal pendant la période d'écriture de l'œuvre.

## Intrigue

### Le Cercle
Ce premier livre se déroule en juin 1942, à Jérusalem.
Les troupes allemandes ont déjà commencé leur avance victorieuse au Moyen-Orient, et la guerre semble pencher en faveur de Hitler. Dans cette ancienne cité, s'entassent des milliers de personnes de nationalités, de races et de tempéraments différents. Le héros de l'oeuvre, Manos Simonidis, un jeune communiste, officier de l'armée grecque, qui circule sous le pseudonyme de Manos Kalogiannis et qui est en disgrâce auprès de l'organisation de son parti, vit dans une pension bon marché de la ville, propriété de l'Allemande Anna Feldman dans le quartier allemand, pleine des « épaves de la tempête qui balaie le monde ». Parmi les hôtes de la pension se trouve la belle Emmi Bobretzberg, épouse d'un ancien ministre du gouvernement autrichien. Un amour puissant mais sans issue va se développer entre eux.

### Ariane
Le deuxième livre se déroule au Caire en 1943.
Ariane, avec son mari et ses enfants, vit dans un quartier pauvre du Caire, appelé « Labyrinthe ». Elle héberge Manos Simonidis chez elle durant des années mais, comme une femme profondément empreinte d'humanité, elle n'hésite pas à proposer son aide à qui la demande. A cette époque, Simonidis écrit dans le journal clandestin de gauche, « Le combattant », qui lutte pour le nettoyage de l'armée grecque des nombreux éléments royalistes et partisans de Ioannis Metaxas. Dans ce livre, le héros qui porte le surnom de « Petit Homme », en qui tous les maux de la gauche sont symbolisés, est le plus esquissé. Le « Petit homme », c'est celui qui complote, qui calomnie, qui transige avec le pouvoir anglais en essayant de se hisser à la direction du parti. Cependant, heureusement, il y a aussi Fanis : secrétaire de l'organisation communiste d'Egypte, il est le type de révolutionnaire de gauche intègre et authentique qui lutte pour le bien de la Grèce. Enfin, dans l'un des chapitres les plus puissants du livre, est retracé l'essentiel de la « marche de la mort » des deux brigades grecques qui avaient été formées et combattaient aux côtés des Alliés, après avoir reçu l'ordre du gouvernement du Caire de marcher d'Alep, en Syrie, à Raqqa, le long de l'Euphrate, en dix jours.

### La Chauve-souris
Le troisième livre se déroule à Alexandrie, en 1943.
Dans ce livre, Tsirkas se concentre davantage sur la ville et la vie des Grecs là-bas, avec de fréquentes références au passé et aux ancêtres de Manos Simonides, qui, après avoir quitté Chios en 1881, se sont installés dans le quartier Ramli de la ville. L'auteur relate les événements qui se sont déroulés de mars 1943 avec le soi-disant « petit mouvement de l'armée grecque » jusqu'en avril 1944 avec le « grand mouvement de l'armée ». Dans le dernier chapitre de la trilogie, intitulé « Epilogue », ceux qui ont survécu à cette catastrophe seront réunis en juin 1954 dans un café de Thessalonique.

## Adaptations

### À la télévision
- Cités à la dérive : une série télévisée de 14 épisodes, diffusée par la chaîne grecque ERT, à l'hiver 1985, écrite et réalisée par Robert Manthoulis et mettant en vedette Giorgos Chorafas[4] .

### Au théâtre
- Cités à la dérive, Le Cercle en 2017 : représentation du Théâtre d'Art Karolos Koun - coproduction du Théâtre National et du Théâtre d'Art dans une composition dramaturgique et mise en scène par Efi Theodorou[5].

- Cités à la dérive, Ariane en 2017 - 2018 : le deuxième volet de la coproduction du Théâtre d'Art et du Théâtre National en arrangement, mise en scène et musique édité par Yiannis Leontaris[6].

- Cités à la dérive, La Chauve-souris en 2018 : le troisième volet de la coproduction du Théâtre d'Art et du Théâtre National en adaptation, composition dramaturgique d'Elsa Adrianou, mise en scène d'Aris Troupakis et musique de Nikos Xydakis[7].